# Франк VIII фон Кронберг
Франк VIII фон Кронберг (на немски: Frank VIII von Cronberg, Ritter; † между 4 януари и 31 март 1378) е рицар от род Кронберг с резиденция в замък Кронберг в Таунус над днешния град Кронберг в Хесен.
Той е син на рицар Валтер V фон Кронберг († 1353) и първата му съпруга Лиза фон Ринберг? († пр. 1319). Внук е на Франк VI фон Ешборн († 1314/1318). Роднина е на Ебервин фон Кронберг († 1303), епископ на Вормс (1299 – 1303). Баща му се жени втори път пр. 2 ноември 1319 г. за Елизабет фон Ингелхайм († 1344). Брат е на рицар Йохан († 1353/1354).
През 1618 г. Кронбергите са издигнати на фрайхерен, а през 1630 г. на графове. През 1704 г. фамилията измира със смъртта на Йохан Николаус фон Кронберг. Господството Кронберг отива на Курфюрство Майнц.

## Фамилия
Франк VIII фон Кронберг се жени за ландграфиня Лорета фон Райфенберг († сл. 1367), дъщеря на Куно IV фон Райфенберг ландграф в Елзас († 1368/1370). Те имат децата:
- Елза фон Кронберг († 1395/1397), омъжена I. за рицар Ханс Рюд фон Коленберг († 1361/29 септември 1378), син на бургграф Конрад Рюд фон Коленберг († 1377) и Уда фон Заксенхайм († сл. 1364), II. пр. 19 май 1379 г. за дипломата Ханс V фон Хиршхорн († 18 ноември 1426)
- Лиза фон Кронберг (* пр. 1364; † сл. 1410), омъжена пр. 1 декември 1364 г. за Йохан V фон Валдек, господар на Занек († 11 ноември 1404)
- Валтер VI фон Кронберг († 17 април/21 септември 1400), рицар, женен I. 1371 г. за Гетцела фон Хатцфелд († сл. 1393), II. вер. на 19 май 1397 г. за Елза фон Рункел († 1420)
- Филип фон Кронберг († сл. 1370/сл. 1384)
- Хебела фон Кронберг († сл. 1405), омъжена за рицар Вернер Колингс († 1404/1405)